# Bennard Yao Kumordzi
Bennard Yao Kumordzi (Accra, 21 marzo 1985) è un ex calciatore ghanese, di ruolo centrocampista.

## Carriera

### Nazionale
Ha partecipato alla Coppa d'Africa del 2008.

## Palmarès

### Club

#### Competizioni nazionali
- Coppa del Belgio: 1

Genk: 2012-2013